# Locustella caudata
Locustella caudata é uma espécie de ave da família Locustellidae.
Apenas pode ser encontrada nas Filipinas, no sudeste asiático.